# Sphingonotus niloticus
Sphingonotus niloticus är en insektsart som beskrevs av Henri Saussure 1888. Sphingonotus niloticus ingår i släktet Sphingonotus och familjen gräshoppor. Inga underarter finns listade i Catalogue of Life.